# Sax & Sex
Sax & Sex – debiutancki album Roberta Chojnackiego, wydany w 1995.
Robert Chojnacki przygotowywał materiał na solowy album, pozostając saksofonistą zespołu De Mono. O napisanie tekstów do piosenek poprosił Andrzeja Piasecznego, wówczas wokalistę zespołu Mafia, który nagrał również wersje demo utworów. Ostatecznie zgodził się zaśpiewać również właściwe partie wokalne, za co otrzymał honorarium w wysokości siedmiu tysięcy złotych.
Płyta sprzedała się w nakładzie 1,5 mln egzemplarzy i osiągnęła certyfikat dwukrotnej platyny.

## Lista utworów
1. „Budzikom śmierć” (gościnnie: Kayah) – 4:49
2. „Prawie do nieba” – 3:37
3. „Niecierpliwi” – 5:30
4. „Mój dobry duch” – 5:12
5. „Sax & Sex” – 3:36
6. „Kosmiczny dreszcz” – 4:02
7. „Wielka strata” – 5:31
8. „Ciągle czekam” – 4:38
9. „Feel Like Makin’ Love” – 3:51
10. „Niecierpliwi” (wersja instrumentalna) – 5:54

Utwór „Ciągle czekam” to na nowo zaaranżowana i nagrana piosenka zespołu De Mono „Kolejny dzień”, pochodząca z albumu pt. Abrasax wydanego w 1994. Tytuł utworu został wzięty z innej piosenki pochodzącej z tegoż albumu.

## Twórcy
- Robert Chojnacki – saksofony, EWI, śpiew
- Andrzej Piasek Piaseczny – śpiew
- Michał Grymuza – gitary, producent muzyczny
- Mirek Stępień – gitara basowa
- Ian MacDonald – dudy
- Michał Dąbrówka – perkusja
- Kayah – śpiew (Budzikom śmierć)
- Beata Molak – chórki (Ciągle czekam)
- Piotr Kominek – instrumenty klawiszowe
- Wojtek Wójcicki – instrumenty klawiszowe
- Janusz Skowron – organy Hammonda
- Jarogniew Milewski – instrumenty klawiszowe (Budzikom śmierć)